# Gastrodia mishmensis
Gastrodia mishmensis là một loài thực vật có hoa trong họ Lan. Loài này được A.N.Rao, Harid. & S.N.Hedge mô tả khoa học đầu tiên năm 1991.